# Los Angeles Memorial Coliseum
O Los Angeles Memorial Coliseum é um estádio localizado em Los Angeles, Califórnia. Foi sede dos Jogos Olímpicos de Verão de 1932 e 1984, e também será a sede dos Jogos de 2028. O Estádio possui capacidade para 92.516 torcedores desde 1995 (durante 60 anos, contou com mais de 100 000 lugares).

## História

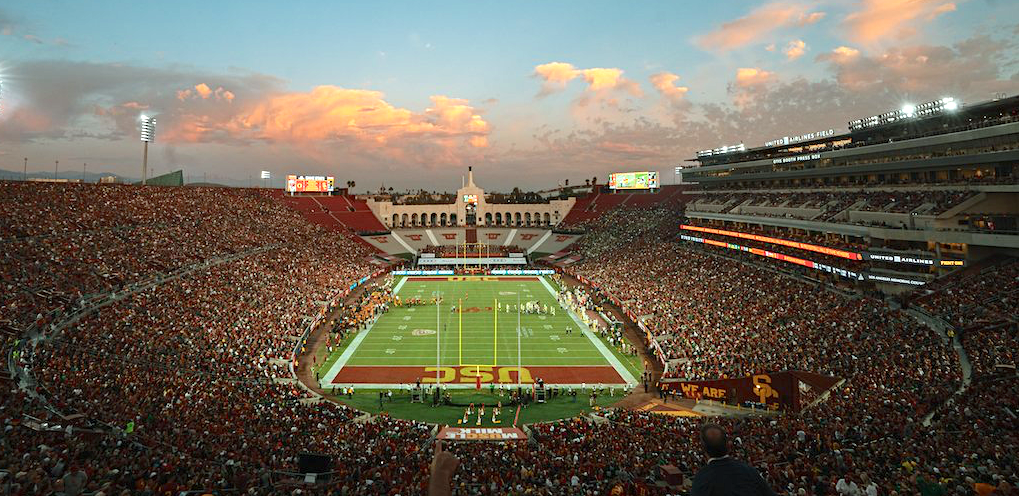
Um jogo entre a USC e a Universidade de Oregon, em 2019.

Inaugurado em Maio de 1923 como um memorial dos soldados mortos na Primeira Guerra Mundial, é a casa do time de futebol americano da University of Southern California (USC Trojans football). Foi casa de dois times da NFL: o Los Angeles Rams  entre oa anos de 1946 a 1979) e o Los Angeles Raiders  entre os anos de 1982 a 1994. Também foi a casa do time de baseball da MLB Los Angeles Dodgers  entre 1958 e 1961.
Recebeu os Jogos Olímpicos de Verão de 1932 hospedando as cerimônias de abertura, encerramento e os eventos de atletismo, hipismo, hóquei sobre a grama e ginástica artística. Voltou a receber os jogos em 1984 com as cerimônias de abetura, encerramento e os eventos de atletismo.
O estádio foi designado, em 27 de julho de 1984, uma estrutura do Registro Nacional de Lugares Históricos bem como, na mesma data, um Marco Histórico Nacional. Em 31 de maio do mesmo ano, foi declarado um Marco Histórico da Califórnia.
Em maio de 1959, o Los Angeles Dodgers e e New York Yankees fizeram um jogo-exibição em homenagem ao receptor Roy Campanella, com 93.103 torcedores.
Além de duas Olimpíadas, recebeu o primeiro Super Bowl em 1967 e o de 1973. Nos três jogos World Series de 1959 no Coliseum, entre Los Angeles Dodgers e Milwaukee Braves, foi registrado o público de 92.706 torcedores, recorde de público da Disputa.
No dia 20 de Fevereiro de 2006 o grupo mexicano RBD realizou um concerto para mais de 70 mil pessoas batendo o recorde de público do Coliseum.
Foi a casa temporária do Los Angeles Rams, da National Football League entre os anos de 2016 a 2019 durante a construção do SoFi Stadium.

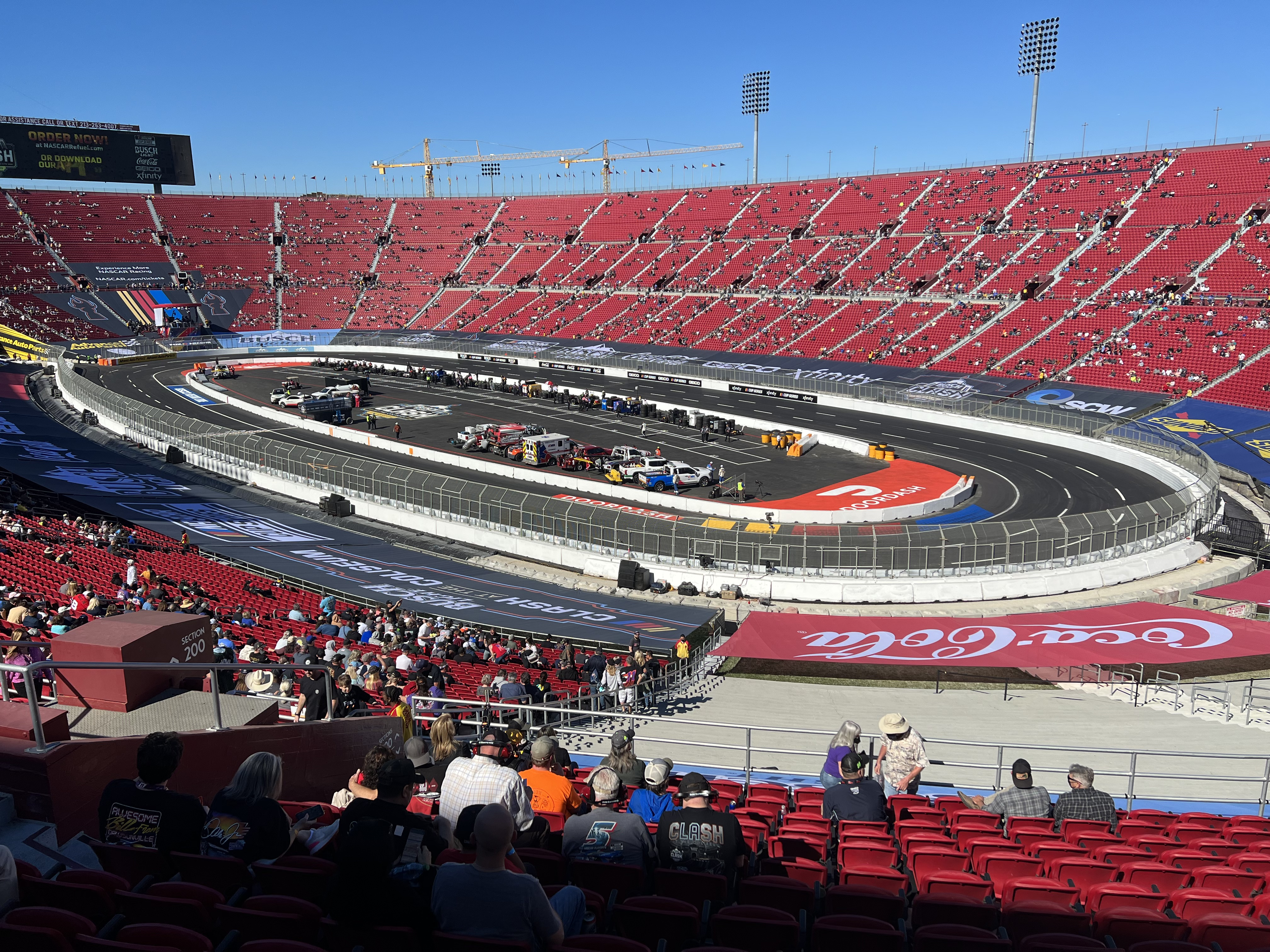
Estádio sediando a corrida de pré-temporada da NASCAR Cup Series em 2022.

Em 6 de fevereiro de 2022, a NASCAR sediou um evento de pré-temporada da NASCAR Cup Series. A pista temporária de um quarto de milha de extensão marcou a primeira corrida de qualquer tipo da série em um quarto de milha desde 1971 e foi vencida por Joey Logano.